# Bracon erythrothorax
Bracon erythrothorax är en stekelart som beskrevs av Lucas 1849. Bracon erythrothorax ingår i släktet Bracon och familjen bracksteklar. Inga underarter finns listade.